# Chaetodon hoefleri
Chaetodon hoefleri là một loài cá biển thuộc chi Cá bướm (phân chi Chaetodon) trong họ Cá bướm. Loài này được mô tả lần đầu tiên vào năm 1881.

## Từ nguyên
Từ định danh hoefleri được đặt theo tên của W. Höfler, một người bạn thân của Steindachner, người đã thu thập mẫu định danh của loài cá này, và là một trong những người cung cấp cá tốt nhất cho Steindachner ở châu Phi.

## Phạm vi phân bố và môi trường sống
C. hoefleri được phân bố dọc theo Đông Đại Tây Dương, trải dài từ Maroc và Mauritanie đến Angola, bao gồm quần đảo Canaria và Cabo Verde ở ngoài khơi, cũng như São Tomé và Príncipe trong vịnh Guinea. Có hai ghi nhận của loài cá này tại Địa Trung Hải.
C. hoefleri sống tập trung trên các rạn đá ngầm ở độ sâu khoảng 10–150 m, nhưng thường thấy trong khoảng độ sâu 20–75 m.

## Mô tả
C. hoefleri có chiều dài cơ thể lớn nhất được ghi nhận là 27 cm, nhưng nhìn chung phổ biến ở chiều dài 17 cm. Loài này có màu xám bạc, lốm đốm các chấm vàng trên vảy cá. Có 4 dải sọc màu nâu sẫm trên cơ thể: dải đen thứ nhất từ gáy băng dọc qua mắt; dải thứ hai và ba lần lượt từ vây lưng kéo dài xuống gần gốc vây bụng và vây hậu môn (dải thứ ba có đốm đen ở đoạn sọc trên lưng); dải thứ tư bao quanh cuống đuôi. Vây lưng và vây hậu môn màu vàng nâu, có viền đen mỏng gần rìa. Vây ngực trong suốt (dải nâu thứ hai băng qua gốc vây ngực). Vây bụng có màu vàng sẫm. Vây đuôi trong suốt, có vạch cam giữa vây. C. hoefleri không có đốm đen viền trắng trên vây lưng, và sọc nâu thứ ba không nối với vùng nâu trên vây lưng như Chaetodon marleyi.
Số gai ở vây lưng: 11; Số tia vây ở vây lưng: 21–24; Số gai ở vây hậu môn: 3; Số tia vây ở vây hậu môn: 16–18; Số tia vây ở vây ngực: 14–16; Số gai ở vây bụng: 1; Số tia vây ở vây bụng: 5; Số vảy đường bên: 39–45.

## Sinh thái học
C. hoefleri thường kết đôi với nhau khi trưởng thành, còn cá con sống đơn độc hoặc có thể hợp thành đàn. Thức ăn của chúng bao gồm các loài thủy sinh không xương sống nhỏ.

## Thương mại
C. hoefleri hầu như không được xuất khẩu trong các hoạt động kinh doanh cá cảnh.